# Cerococcidae
Cerococcidae es una familia de insectos en la superfamilia Coccoidea.  Tiene setenta y dos especies en tres géneros. Sus especies se encuentran en todas las regiones del mundo.

## Descripción
Las hembras adultas producen una cera protectora que protege su cuerpo. Son en su mayoría de tonos cremosos o variando al marrón, pero algunas especies lo tienen de color naranja, amarillo, rojo, rosa o blanco. Las testas masculinas son más pequeñas y estrechas que las de las hembras y se desarrollan en el segundo estadio. 

## Ciclo de vida
Las hembras tienen tres estadios y cinco los machos. En los Estados Unidos, donde se han estudiado unas pocas especies de Cerococcus, tienen una sola generación cada año y los huevos invernan dentro de la hembra. Ellos nacen en la primavera y emergen a través de un pequeño agujero en la parte posterior. Estos primeros estadios son ambulatorios y se dispersan alrededor de la planta huésped. De segundo estadio aparecen temprano en el verano y los adultos hacia el final del verano, con la puesta de huevos que tiene lugar en el otoño. Los machos se producen en la mayoría de las especies.

## Géneros
- Antecerococcus  56 especies
- Asterococcus 9 especies
- Cerochiton 3 especies
- Cerococcus  62 especies
- Solenophora  1 especie